# Casa de Segorbe
La casa de Segorbe es una casa nobiliaria española originaria de la Corona de Aragón. El rey Alfonso V el Magnánimo, otorgó en 1436 a su hermano el infante Enrique de Aragón el señorío de Segorbe en el reino de Valencia y el condado de Ampurias en el principado de Cataluña. El señorío de Segorbe fue elevado a ducado de Segorbe en 1475. 
El matrimonio de Alfonso de Aragón y de Sicilia, II duque de Segorbe con Juana de Cardona, III duquesa de Cardona unió la casa de Segorbe con la casa de Cardona. En 1575 ambas se incorporaron a la casa de Comares y en 1676 las tres a la casa de Medinaceli.